# Thomas E. Sanders
Thomas E. Sanders fue un director de arte de la película "Drácula" basada en la novela homónima de Bram Stoker. La película obtuvo la nominación a mejor dirección de arte de 1992, así como a mejor dirección de arte por la película "Salvar al soldado Ryan" en 1998.